# Verleumdung (Schweiz)
Verleumdung bedeutet im Schweizerischen Strafrecht, dass jemand über eine Person ehrverletzende Behauptungen aufstellt, obwohl er weiß, dass sie unwahr sind.

## Tatbestand
Im Schweizerischen Strafgesetzbuch ist die Verleumdung im Art. 174 geregelt:
1.  Wer jemanden wider besseres Wissen bei einem andern eines unehrenhaften Verhaltens oder anderer Tatsachen, die geeignet sind, seinen Ruf zu schädigen, beschuldigt oder verdächtigt,
wer eine solche Beschuldigung oder Verdächtigung wider besseres Wissen verbreitet
wird, auf Antrag, mit Freiheitsstrafe bis zu drei Jahren oder Geldstrafe bestraft.
Die planmässig erbrachte Verleumdung wird mit Freiheitsstrafe von einem Monat bis zu bis drei Jahren oder Geldstrafe von mindestens 30 Tagessätzen. Strafmilderung ist möglich, wenn der Täter seine Äusserung vor Gericht als unwahr zurückzieht; dieser Rückzug wird dem Opfer urkundlich bestätigt.
Art. 175 regelt die Verleumdung von Toten oder Verschollenen. Strafklage können die Angehörigen einreichen. Die Verleumdung von Personen, die seit mehr als dreißig Jahren tot sind oder als verschollen gelten, ist straflos.
Im Militärstrafrecht enthält Art. 146 des Militärstrafgesetzes vom 13. Juni 1927 (MStG; SR 321.0) eine entsprechende Strafnorm.